# Poduszkowiec

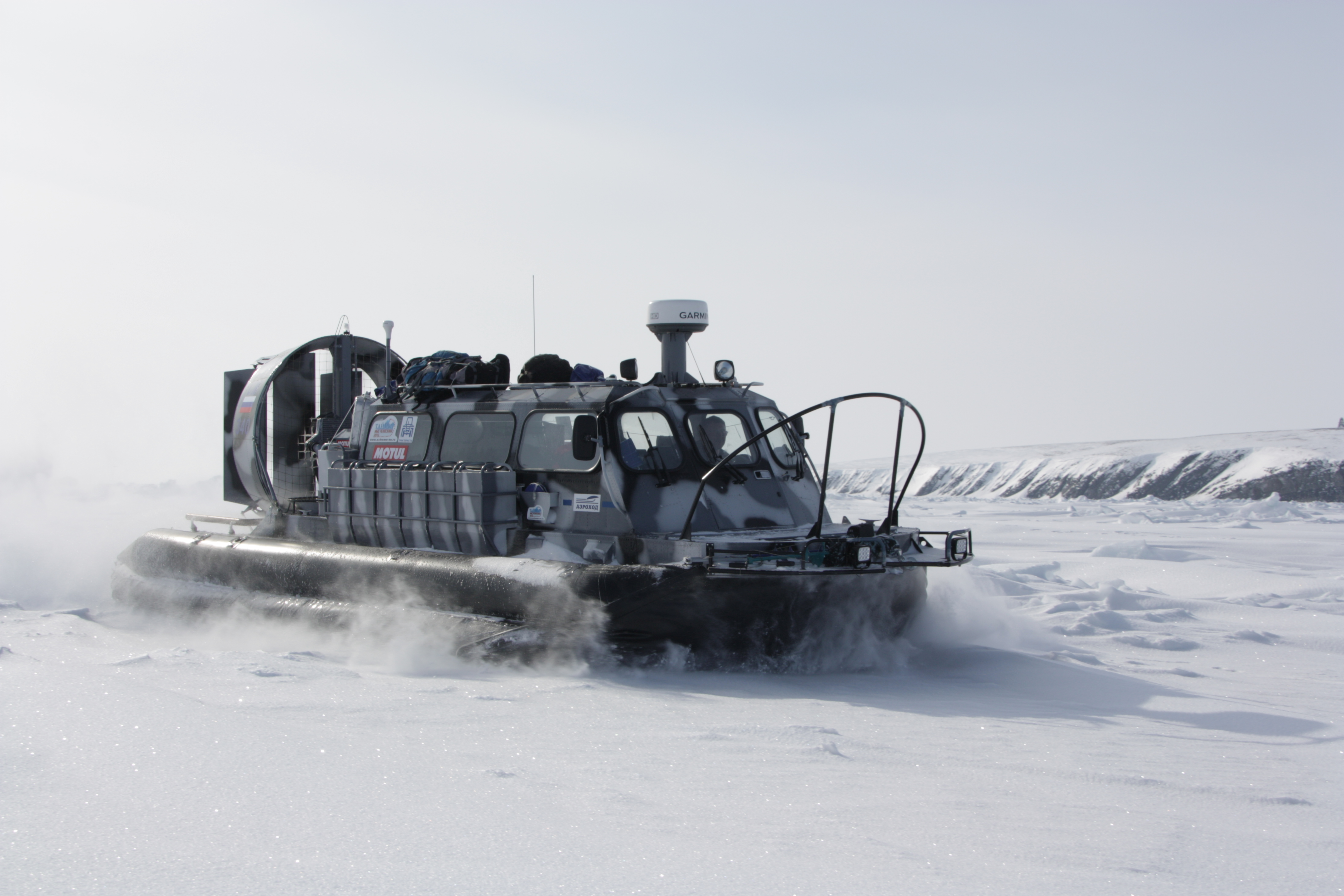
Łódź na poduszce powietrznej Hivus-10 podczas wyprawy na półwyspie Taimyr w kwietniu 2013 roku

1. Śmigła
2. Powietrze
3. Wentylator
4. Elastyczny fartuch

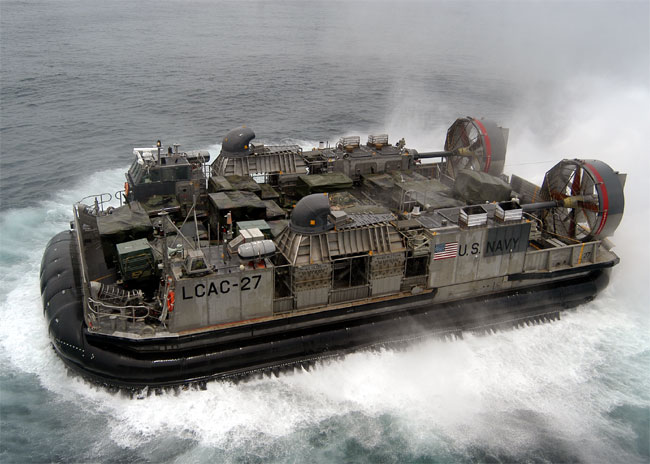
Poduszkowiec sił zbrojnych USA

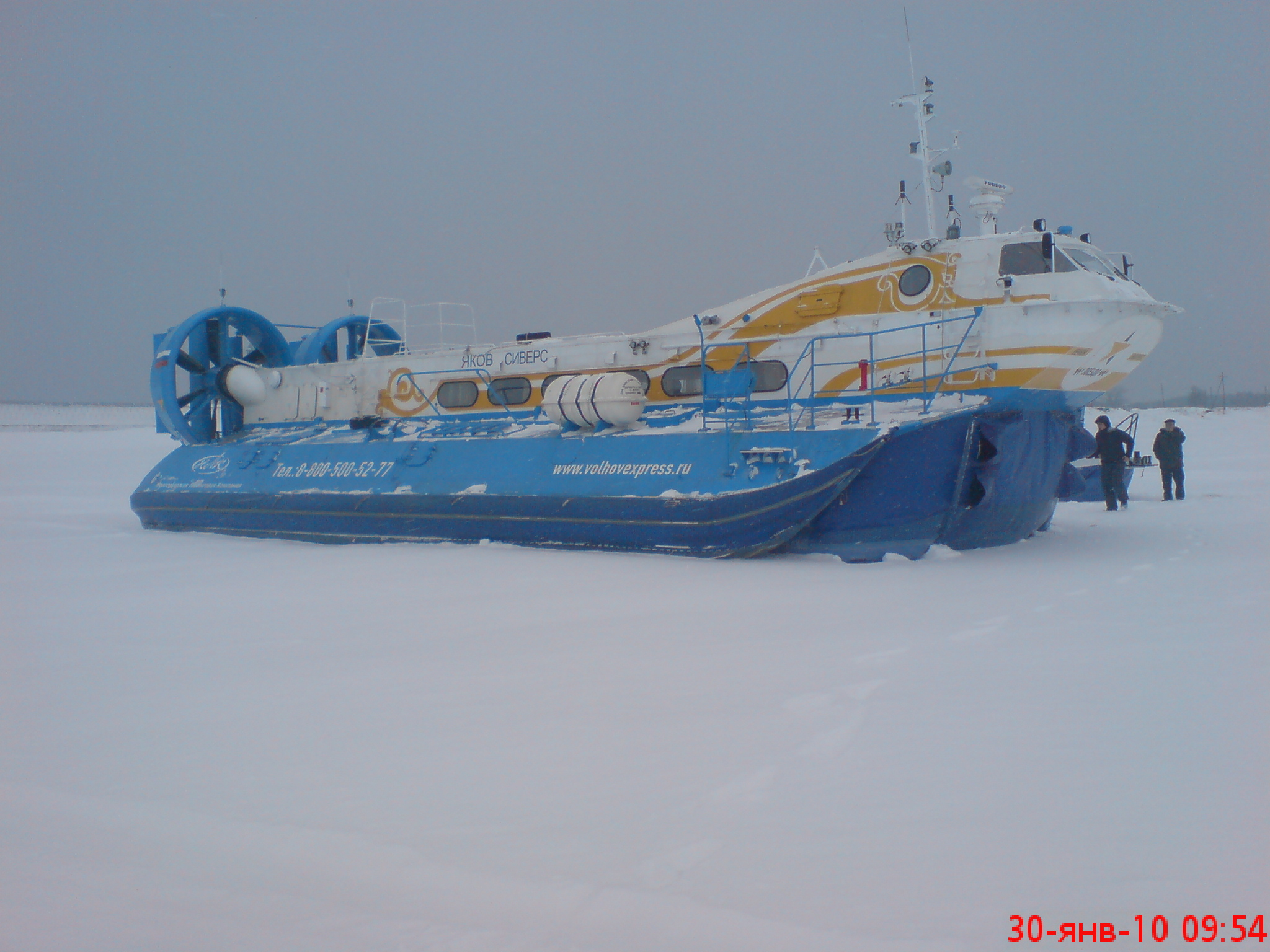
Statek pasażerski na poduszce powietrznej А48 zimą

Poduszkowiec – pojazd poruszający się na poduszce powietrznej nad powierzchnią wody lub lądu na wysokości od kilku milimetrów do kilkunastu centymetrów. 

## Zasady działania i zastosowanie
Poduszka powietrzna powstaje gdy wentylator zasysa powietrze z otoczenia i wtłacza je pod spód pojazdu. Powietrze sprężane jest wewnątrz komory powstałej pomiędzy dnem maszyny, gruntem i elastycznym fartuchem. Gdy komora wypełni się powietrzem i poduszkowiec uniesie się na odpowiednią wysokość, nadmiar powietrza wydostaje się na zewnątrz. Wentylator musi mieć wystarczającą wydajność, aby uzupełniał ubytek powietrza. Dzięki temu wysokość poduszki powietrznej pozostaje stała.
Przemieszczanie się poduszkowca do przodu, tyłu i na boki odbywa się najczęściej przy pomocy silników napędzających śmigła lub poprzez odpowiednie ustawienie wentylatora lub dmuchawy. Sterowanie odbywa się za pomocą sterów typu lotniczego lub odchylanych śmigieł.
Kabina pasażerska, ładownia oraz urządzenia napędowe są umieszczone na platformie poduszkowca.
Poduszkowiec może przemieszczać się nad płaskim obszarem – wodą, stałym lądem, ale także nad terenem grząskim lub bagiennym i lodem. Maszyna może również pokonywać niewielkie nierówności terenu, jednak wysokość przeszkód nie może być zbyt duża. Dużą trudność stanowią wszelkie pochyłości, nawet niewielkie, które poduszkowiec musi pokonywać siłą rozpędu. Tak samo jest w przypadku rozpadlin. Parametry "jezdne" są uzależnione od konstrukcji poduszkowca – wysokości poduszki, konstrukcji fartucha i wydajności wentylatorów. Prędkości dochodzą do kilkudziesięciu węzłów.
Zastosowania:
- desant wojsk,
- patrolowanie bagien i grzęzawisk,
- ratownictwo w trudno dostępnych miejscach,
- atrakcyjna forma turystyki krajoznawczej,
- wyścigi poduszkowców.

Odmianą poduszkowca jest poduszkowiec bocznościenny (bocznościan), który ma sztywne burty, pomiędzy które wtłaczane jest powietrze, uchodzące pod elastycznymi fartuchami z przodu i tyłu pojazdu. Ponieważ poduszkowiec tego typu nie unosi się nad podłożem, może być jedynie stosowany na wodzie, lecz jego zaletą w stosunku do statków jest zmniejszenie oporów ruchu, a tym samym zwiększenie prędkości.

## Zalety i wady
Zalety poduszkowców:
- możliwość poruszania się po powierzchniach wszelkich rodzajów,
- możliwość pokonywania niewielkich przeszkód terenowych bez konieczności ich omijania,
- brak konieczności korzystania z utwardzonych dróg,
- możliwość postoju na każdej z powierzchni, nawet przy wyłączonych wentylatorach,
- duża prędkość w porównaniu z okrętami,
- brak zagrożenia dla środowiska naturalnego.

Wady:
- wrażliwość fartucha na uszkodzenia (szybkie zużycie),
- mała zwrotność (duży "poślizg"),
- trudności w pokonywaniu pochyłości,
- spory pobór mocy (szczególnie podczas wznoszenia),
- wzniecanie chmury kurzu i pyłu lub drobin wody,
- w przypadku zastosowań militarnych: duże echo radarowe.

## Historia

### Na świecie
Prace teoretyczne na temat poduszkowców pojawiały się przez niemal cały XIX w. Największym problemem w budowie tego typu pojazdów, były silniki. Bowiem nie istniały na świecie silniki, które byłyby w stanie pompować powietrze z tak dużą mocą, by skutecznie unieść jakikolwiek pojazd.
Poduszkowiec został wynaleziony przez Christophera Cockerella w 1956 roku. Pierwszy lot, maszyny nazwanej Hovercraft, odbył się 11 czerwca 1959 r. na wyspie Wight.

### W Polsce
M–6 Ursynów – polski poduszkowiec z czasów PRL. Pierwsze projekty pochodzą z 1967 roku, jednak funkcjonalny poduszkowiec przygotowany przez pracowników Instytutu Lotnictwa, wszedł w stadium pierwszych prób dopiero w 1971 roku. Pojazd został wyposażony w prototypowy wentylator promieniowy wykonany z żywicy epoksydowej zbrojonej tkaniną szklaną. Napędzał go silnik Wartburga o mocy 45 KM poprzez przekładnię zębatą 1:4. Jego wentylator miał masę 50 kg i średnicę 1,3 m. M-6 Ursynów został zaprojektowany do celów rolniczych przez inż. Andrzeja Moldenhawera z Katedry Mechanizacji Rolnictwa Szkoły Głównej Gospodarstwa Wiejskiego.